# NK Radomlje
NK Radomlje is een Sloveense voetbalclub uit Radomlje.

## Geschiedenis
Sinds 1934 werd er officieus gevoetbald in Radomlje en in 1972 werd de club opgericht. Radomlje speelde in de lagere reeksen in Joegoslavië en na de onafhankelijkheid in Slovenië waar de club in de 3. slovenska nogometna liga kwam. In 1992 en na het kampioenschap in 2011 promoveerde Radomlje naar de 2. slovenska nogometna liga. Daarin werd de club in het seizoen 2013/14 tweede achter NK Dob maar omdat die club niet mocht promoveren, komt Radomlje in het seizoen 2014/15 voor het eerst uit op het hoogste niveau. Het degradeerde echter na een seizoen alweer, maar kon daarna ook weer meteen promotie afdwingen. Ook in 2017 degradeerde de club meteen weer. Pas na de promotie in 2021 slaagde de club erin vastere voet op het hoogste niveau te krijgen. In 2024 ontliep het de play-off wedstrijd om degradatie tegen NK Nafta 1903 wegens faillissement van NK Rogaska, dat als achtste eindigde en hiermee direct uit de competitie verdween.

## Overzichtslijsten

### Eindklasseringen vanaf 1992
| 1 |

| 16 |

| 2 |

| 11 |

| 5 |

| 7 |

| 8 |

| 7 |

| 6 |

| 9 |

| 4 |

| 1 |

| 7 |

| 2 |

| 7 |

| 2 |

| 8 |

| 3 |

| 4 |

| 1 |

| 5 |

| 5 |

| 2 |

| 10 |

| 1 |

| 10 |

| 4 |

| 3 |

| 3 |

| 1 |

| 6 |

| 7 |

| 9 |

| 8 |

| Prva Liga | 2.SNL | 3.SNL | Reg. Niv. 4 |

Bravo · 
Celje · 
Domžale · 
Koper ·
Maribor · 
Nafta · 
Mura · 
Olimpija Ljubljana · 
Primorje · 
Radomlje ·